# (28231) 1999 AL5
1999 أي أل 5 (ويعرف أيضًا باسم (28231) 1999 أي أل 5 وفق تسمية الكوكب الصغير) (بالإنجليزية: 1999 AL5)‏ هو كويكب ضمن حزام الكويكبات؛ وترتيبه 28231 من حيث الاكتشاف.
اكتُشف هذا الجُرم الفلكي بواسطة تاكيشي أوراتا ‏ في 10 يناير 1999.

## وصلات خارجية
- (28231) 1999 AL5 في قاعدة بيانات مختبر الدفع النفاث لأجرام النظام الشمسي الصغيرة

- الاكتشاف · مخطط المدار ·  العناصر المدارية · المعلمات المادية

- (28231) 1999 AL5 على موقع ويكي سكاي: DSS2, SDSS, GALEX, IRAS, Hydrogen α, X-Ray, Astrophoto, Sky Map, Articles and images